# انقلاب 1987 في بوركينا فاسو
في 15 أكتوبر 1987، وقع انقلاب عسكري دموي في بوركينا فاسو. حيث قام بالانقلاب بليز كومباوري ضد الرئيس اليساري الراديكالي المخلوع توماس سانكارا، صديقه السابق وشريكه خلال محاولة الانقلاب سنة 1983.

## تفاصيل الانقلاب
قُتل سانكارا على يد مجموعة مسلحة مع اثني عشر مسؤولاً آخر في معركة بالأسلحة النارية في القصر الرئاسي. تولّى كومباوري الرئاسة على الفور. وأشار إلى تدهور العلاقات مع الدول المجاورة كأحد أسباب الانقلاب، كما ذكر أن سانكارا عرّض العلاقات الخارجية للخطر مع القوة الاستعمارية السابقة فرنسا، ومع ساحل العاج المجاورة.

## بعد الانقلاب
بعد الانقلاب، وعلى الرغم من أن تأكّد مقتل سانكارا، فإن بعض لجان الدفاع عن الثورة (التي شكلها سانكارا، مستوحاة من لجان الدفاع عن الثورة في كوبا) شنت مقاومة مسلحة لعدة أيام.
وصف كومباوري مقتل سانكارا بأنه «حادث»، لكن لم يتم التحقيق في ملابساته كما ينبغي. تم تقطيع جثة سانكارا ودفن في قبر غير معروف بينما فرت أرملته مريم وطفلاه من البلاد. كشف تشريح الجثة عام 2015 أن جثة سانكارا تلقّت أكثر من اثنتي عشرة رصاصة، كما أفاد بذلك أحد المحامين الذين يمثلون مريم سانكارا.
أقدم كومباوري على سياسات جديدة، حيث ألغى التأميم، وغيّر جميع سياسات سانكارا اليسارية وإديولوجية مدرسة العالم الثالث، وعاد إلى صندوق النقد الدولي والبنك الدولي لجلب الأموال لاستعادة الاقتصاد «المحطم».
في البداية حكم كومباوري في ظل حكم ثلاثي باسم الجبهة الشعبية مع الرائد جان بابتيست بوكاري لينجاني والنقيب هنري زونغو، لكن في سبتمبر 1989، ألقى كومباوري القبض على هذين الشخصين، بتهمة التآمر لقلب نظام الحكم، وحوكموا سريعا، ثم أُعدموا. استمر كومباوري في حكم البلاد حتى تمت الإطاحة به في انتفاضة بوركينا فاسو 2014.

## المشاركة الليبيرية في الانقلاب
أخبر السياسي برنس جونسون لجنة الحقيقة والمصالحة الليبيرية أن الانقلاب كان من تدبير الرئيس الليبيري السابق تشارلز تايلور.